# Provincia di Jaén
Jaén è una provincia della comunità autonoma dell'Andalusia, nella Spagna meridionale.
Confina con la Castiglia-La Mancia (province di Ciudad Real a nord e di Albacete a est) e con le province di Granada a sud e di Cordova a ovest.
La superficie è di 13.496 km², la popolazione nel 2014 era di 659.033 abitanti.
Il capoluogo è Jaén, altri centri importanti sono Linares, Andújar, Úbeda, Martos e Alcalá La Real.
La provincia di Jaén è famosa per essere la prima produttrice di olio d'oliva del mondo, producendo il 20% del totale mondiale. Inoltre la provincia di Jaén dispone della maggior concentrazione di castelli e fortezze dell'Europa intera.